# Liga Rock Park
Liga Rock Park è un evento musicale di Luciano Ligabue, tenutosi nelle due serate del 24 e 25 settembre 2016 al Parco di Monza.

## Descrizione
Si tratta degli unici concerti live del cantautore emiliano nel 2016 ed è stato dedicato al 25º anniversario dell'uscita di Urlando contro il cielo,  brano con cui il cantautore ha aperto e chiuso i due concerti.
Il concerto è stato annunciato in aprile, e inizialmente era prevista solo la data del 24 settembre; i biglietti andarono sold out dopo un mese e mezzo di prevendita, portando così al raddoppio della data.
Per le 2 date sono state registrate 117.893 presenze, di cui 74.052 per la prima data e 43.841 per la seconda  (dati ufficiali SIAE).
In entrambe le serate sono state suonate 31 canzoni, tra cui 4 inediti del futuro album Made in Italy: G come Giungla, La vita facile, Dottoressa, Ho fatto in tempo ad avere un futuro.

## Musicisti
In questo evento Ligabue è accompagnato dalla sua band "Il Gruppo", alla quale si aggiunge una sezione di fiati.
- Luciano Ligabue - voce, chitarra acustica, chitarra elettrica
- Michael Urbano - batteria
- Davide Pezzin - basso
- Max Cottafavi - chitarra
- Federico Poggipollini - chitarra e cori
- Luciano Luisi - tastiere, pianoforte e cori

## Scaletta
Questa la scaletta eseguita nelle due serate:
1. Urlando contro il cielo
2. Libera nos a malo
3. I duri hanno due cuori (Happy Hour nella seconda serata)
4. Niente paura
5. Sogni di rock 'n' roll/Con la scusa del rock'n'roll
6. C'è sempre una canzone
7. Il sale della Terra
8. Questa è la mia vita
9. Leggero
10. Ho perso le parole
11. La vita facile
12. L'odore del sesso
13. Quella che non sei
14. Lettera a G
15. Il giorno dei giorni
16. I "ragazzi" sono in giro
17. Ho fatto in tempo ad avere un futuro (che non fosse soltanto per me)
18. Piccola stella senza cielo
19. Il meglio deve ancora venire
20. Metti in circolo il tuo amore
21. Non è tempo per noi
22. Lambrusco & pop corn
23. Dottoressa
24. Un colpo all'anima
25. Il muro del suono
26. Il giorno di dolore che uno ha
27. Balliamo sul mondo
28. Tra palco e realtà
29. G come giungla
30. Certe notti
31. Urlando contro il cielo (acoustic)